# Hébesphéno-rotonde triangulaire
Pour les articles homonymes, voir J92.
L'hébesphéno-rotonde triangulaire est un polyèdre qui fait partie des solides de Johnson (J92).
C'est un des solides de Johnson élémentaires qui n'apparaît pas à partir de manipulation en "copier/coller" de solides de Platon et de solides d'Archimède. Néanmoins, il a une relation très forte avec l'icosidodécaèdre, un solide d'Archimède. Le plus évident est le faisceau de trois pentagones et de quatre triangles sur une face du solide. Si ces faces sont alignées avec une partie des faces d'un icosidodécaèdre, alors la face hexagonale sera placée dans le plan médian entre les deux faces triangulaires opposées de l'icosidodécaèdre.
L'hébesphéno-rotonde triangulaire est le seul solide de Johnson avec des faces de 3, 4, 5 et 6 côtés.
Les 92 solides de Johnson ont été nommés et décrits par Norman Johnson en 1966.